# Turn Down for What
"Turn Down for What"  é uma canção de música eletrônica produzida por DJ Snake e Lil Jon que foi lançada em 18 de dezembro de 2013.

## Música e clipe
O clipe da canção foi lançado no dia 13 de março de 2014  e conseguiu mais de 900 milhões de acessos no YouTube.
A canção e seu vídeo viral popularizaram a expressão turn down for what, cuja possível tradução, em português, seria "pegar leve pra quê?"  Nas redes sociais e até no próprio YouTube, é usado como um meme para referir uma patada ou uma ofensa.

## Desempenho nas paradas
| Gráfico (2014)                                    | Posição de pico |
| ------------------------------------------------- | --------------- |
| Austrália (ARIA)                                  | 13              |
| Áustria (Ö3 Austria Top 75)                       | 38              |
| Bélgica (Ultratop 50 de Flandres)                 | 46              |
| Bélgica (Ultratop 50 da Valônia)                  | 18              |
| Canadá (Canadian Hot 100)                         | 11              |
| Finlândia (Suomen virallinen lista)               | 13              |
| França (SNEP)                                     | 19              |
| O campo songid é OBRIGATÓRIO PARA PARADA ALEMÃ    | 31              |
| Irlanda (IRMA)                                    | 42              |
| Países Baixos (Single Top 100)                    | 24              |
| Nova Zelândia (Recorded Music NZ)                 | 10              |
| Escócia (Scottish Singles Chart)                  | 20              |
| Eslováquia (Rádio Top 100)                        | 90              |
| Suécia (Sverigetopplistan)                        | 26              |
| Suíça (Schweizer Hitparade)                       | 36              |
| Reino Unido (UK Singles Chart)                    | 23              |
| Reino Unido (UK Dance Chart)                      | 10              |
| Estados Unidos (Billboard Hot 100)                | 4               |
| Estados Unidos (Billboard Dance/Electronic Songs) | 1               |
| Estados Unidos Dance/Mix Show Airplay (Billboard) | 2               |
| Estados Unidos (Billboard Mainstream Top 40)      | 5               |
| Estados Unidos R&B/Hip-Hop Airplay (Billboard)    | 30              |
| Estados Unidos (Billboard Rhythmic)               | 1               |

## Certificações
| País           | Certificação | Vendas    |
| -------------- | ------------ | --------- |
| Canadá         | 2× Platina   | 160,000   |
| Nova Zelândia  | Ouro         | 7,500     |
| Estados Unidos | 5× Platina   | 5,000,000 |